# NGC 258
NGC 258 es una galaxia espiral (Sb) localizada en la dirección de la constelación de Andrómeda. Posee una declinación de +27° 39' 28" y una ascensión recta de 0 horas, 48 minutos y 12,8 segundos.
La galaxia NGC 258 fue descubierta en 22 de diciembre de 1848 por William Parsons.